# Estanh Major de Colomèrs
L'Estanh Major de Colomèrs (en catalan) est un Lac des Pyrénées, sur la commune de Naut Aran, dans la province de Lérida en Catalogne (Espagne).

## Description
L'Estanh Major de Colomèrs est un lac de barrage, il est situé dans le Circ de Colomèrs, a une altitude de 2 118 m, a une superficie de 17,8 ha, et a une profondeur de 40 m.

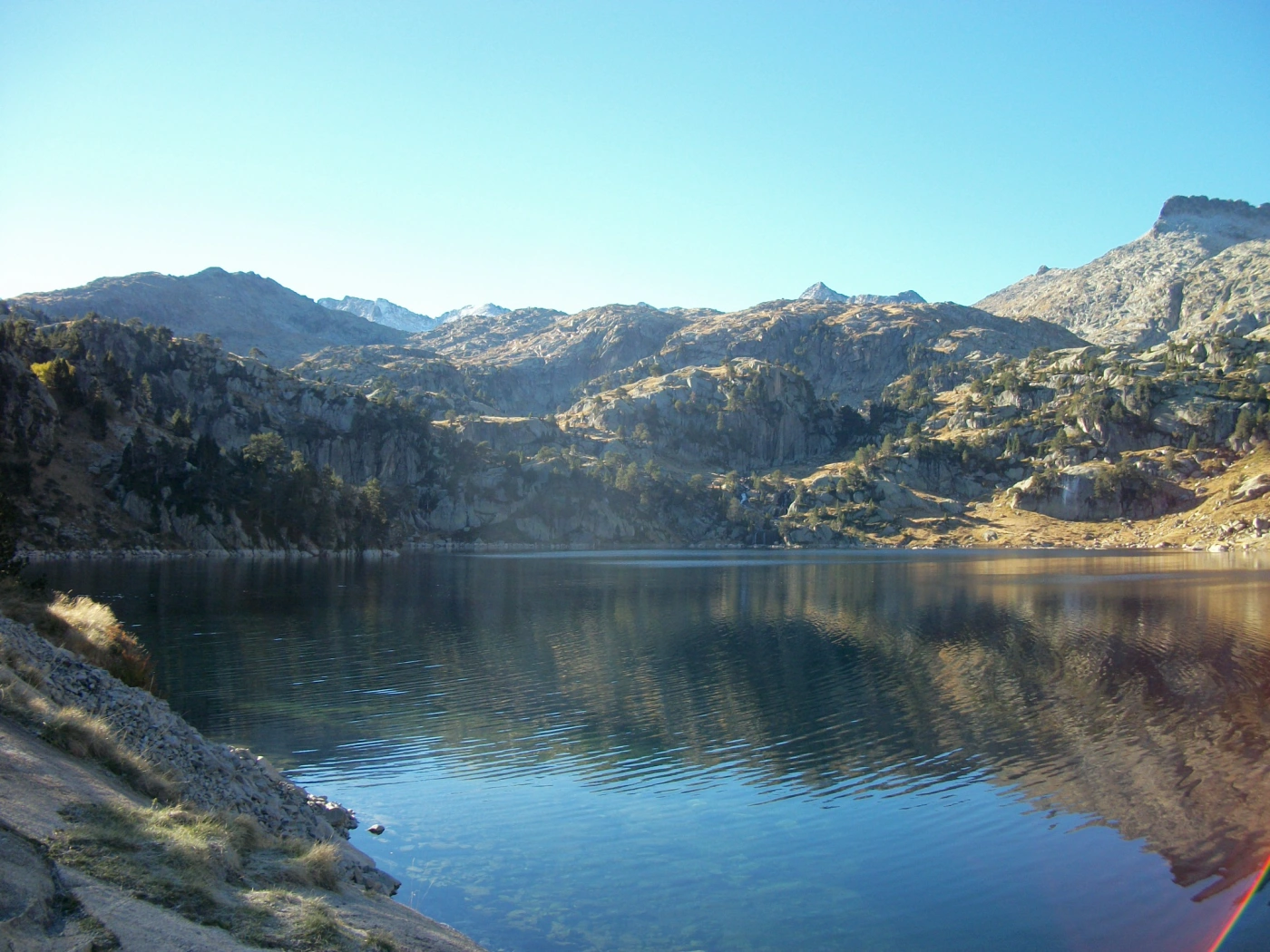
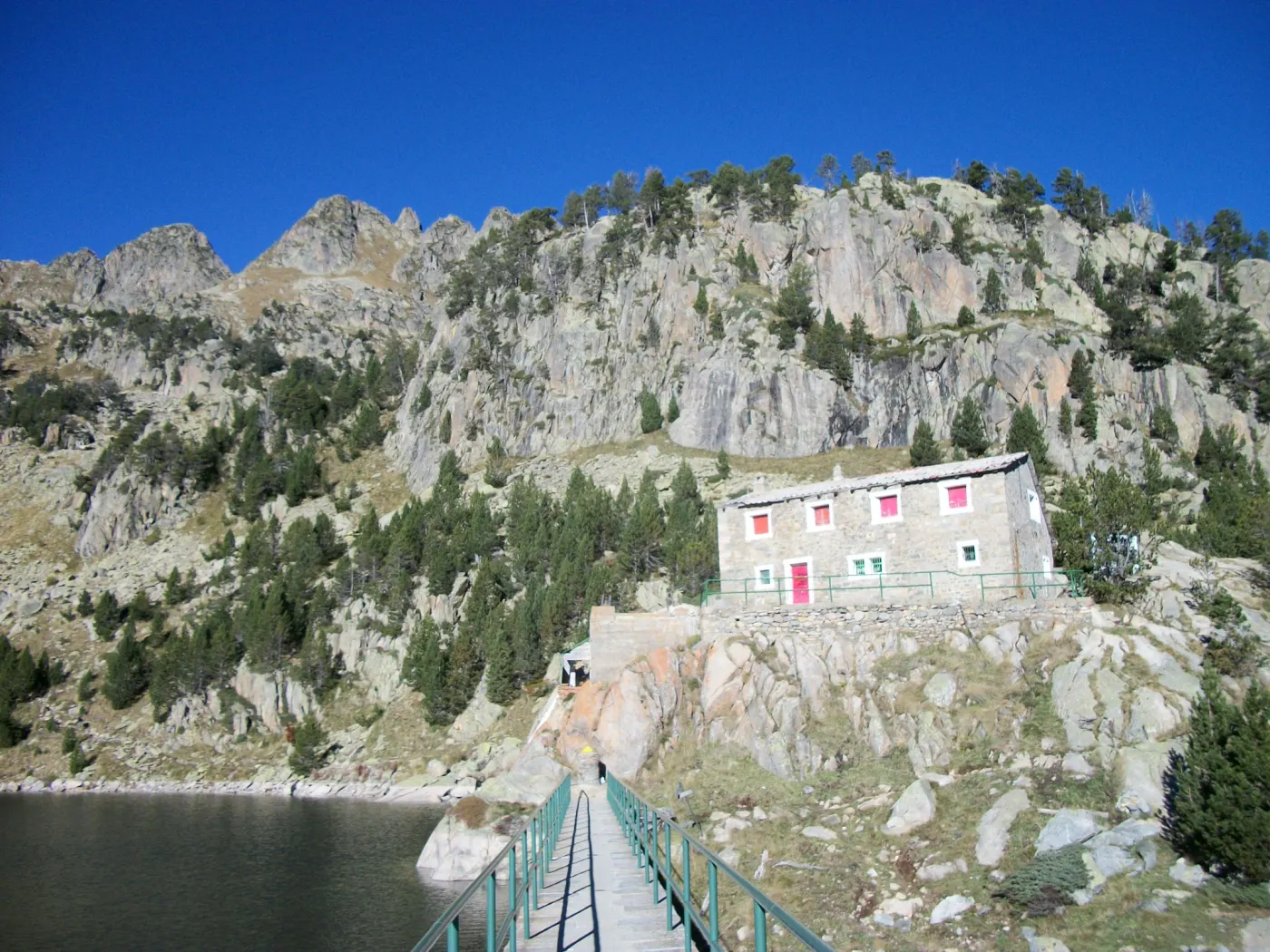
Vieux refuge
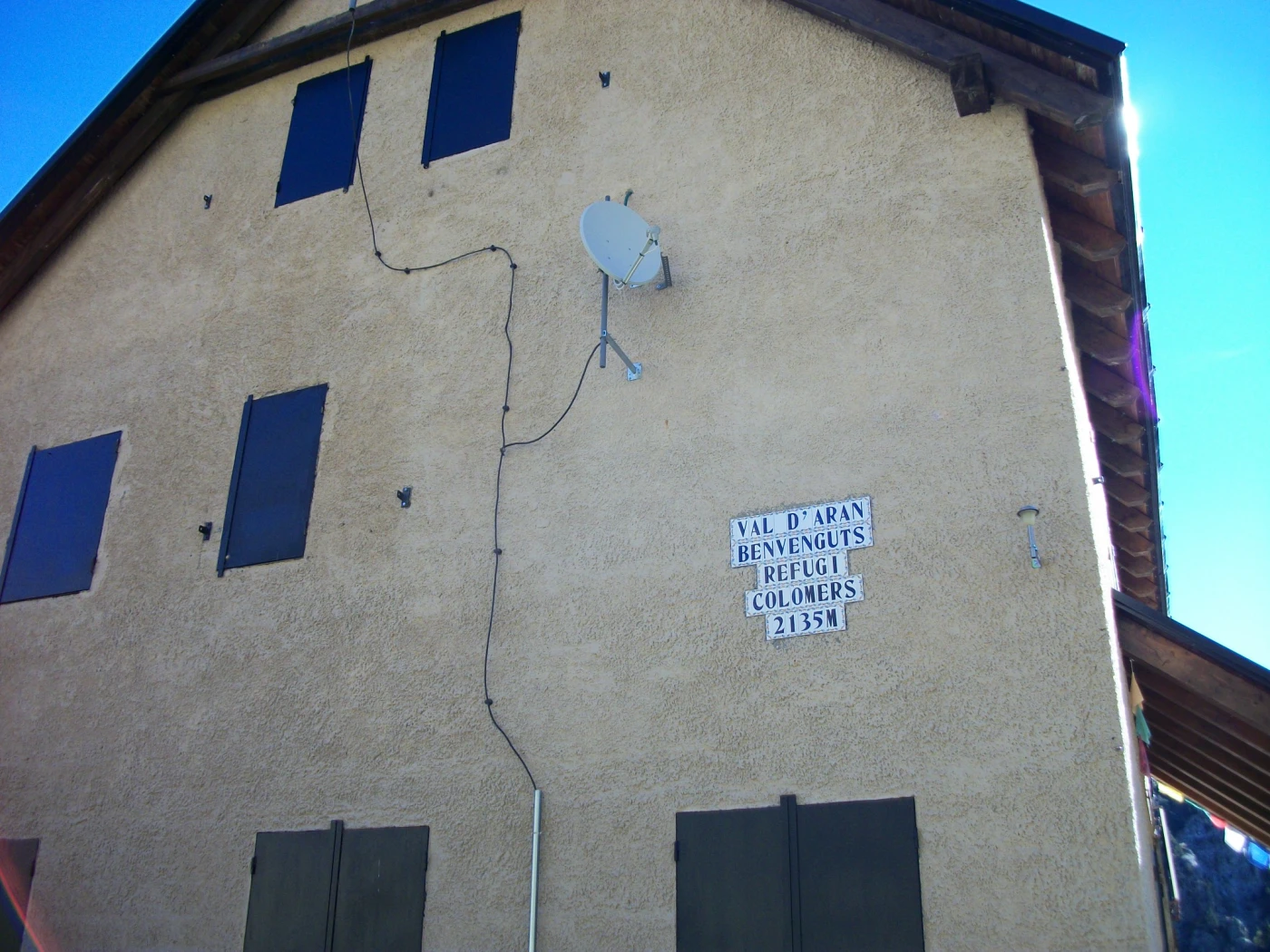
Le refuge
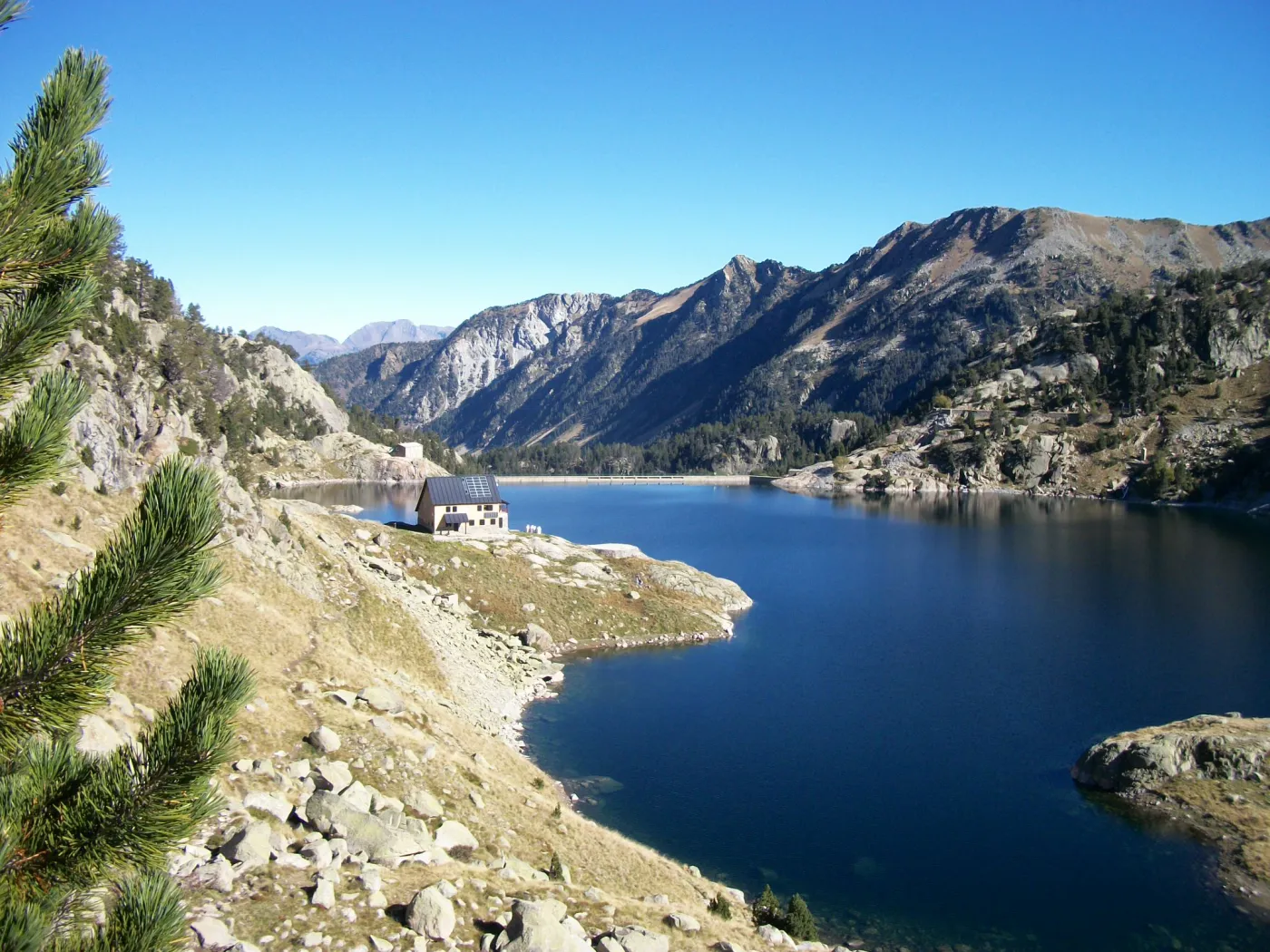
Vue sur le lac et le refuge